# Deborra-Lee Furness
Deborra-Lee Furness (Sydney, 30 novembre 1955) è un'attrice, regista e produttrice cinematografica australiana.

## Vita privata
Dal 1996 al 2023 è stata sposata con l'attore Hugh Jackman, conosciuto sul set della serie Correlli e con cui ha adottato due figli: Oscar Maximilian (2000) e Ava Elliott (2005). Nel settembre 2023 Hugh Jackman e Deborra-Lee Furness si separano.

## Filmografia parziale

### Cinema
- Shame (1988)
- Un grido nella notte (1988)
- Passioni violente (1991)
- Aspettare (1991)
- Gli strilloni (1992)
- Angel Baby (1995)
- The Real Macaw (1998)
- Jindabyne (2006)
- Sleepwalking (2008)
- Beautiful - La bellezza che uccide (2009)
- Blessed (2009)
- Force of Nature - Oltre l'inganno (Force of Nature: The Dry 2), regia di Robert Connolly (2024)

### Televisione
- Prisoner - serie TV, 3 episodi (1979)
- Dottori con le ali (The Flying Doctors) - serie TV, 1 episodio (1985)
- Glass Babies - miniserie TV (1985)
- Neighbours - soap opera, 5 episodi (1985)
- Stark - serie TV, 3 episodi (1993)
- Singapore Sling - film TV (1993)
- Halifax f.p. - serie TV, 1 episodio (1995)
- Correlli - serie TV, 10 episodi (1995)
- Fire - serie TV, 10 episodi (1995-1996)

## Doppiatrici italiane
Nelle versioni in italiano delle opere in cui ha recitato, Deborra-Lee Furness è stata doppiata da:
- Antonella Giannini in Force of Nature - Oltre l'inganno